# 덕계중학교
덕계중학교(德溪中學校)는 대한민국 경기도 양주시 덕계동에 있는 공립 중학교이다.

## 학교 연혁
- 2001년 3월 1일 : 개교
- 2001년 3월 1일 : 오순옥 초대 교장 취임
- 2001년 3월 2일 : 7학급 286명 입학
- 2003년 1월 16일 : 교실 증축 (교실 7, 특별실 2)
- 2004년 5월 7일 : 다목적실, 식당 준공
- 2020년 3월 1일 : 제7대 최운영 교장 취임
- 2024년 1월 5일 : 제21회 졸업식(172명)
- 2024년 3월 4일 : 9학급 244명 입학

## 참고 자료
- 덕계중학교 - 한국교육학술정보원 학교알리미